# Vojenský výcvikový prostor Milovice – Mladá
Vojenský újezd Mladá je zrušený vojenský újezd s letištěm, rozsáhlým areálem kasáren, civilních bytů a dalších objektů, jenž se rozkládal na částech území moderních okresů Mladá Boleslav a Nymburk. Areál s bývalým letištěm se rozkládá převážně na území středočeské obce Milovice, malá část pak na území sousední obce Straky. Další výše zmíněné nemovitosti leží rovněž převážně na území Milovic.

## Historie

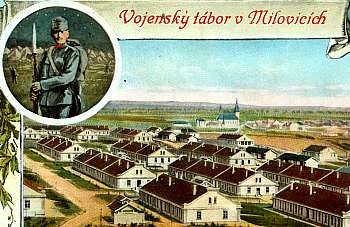
Pohled na vojenský tábor v Milovicích z roku 1908

Výcvikový prostor byl založen roku 1904, kdy rakouská armáda zabrala 3465 ha půdy, aby zde vytvořila cvičiště pro velká polní cvičení, byla zde i střelnice. O rok později bylo ve zdejším táboře už 2000 osob. Obec Mladá, která ležela uvnitř výcvikového prostoru, byla nuceně vysídlena v říjnu 1905. Ruiny vesnice posloužily při cvičné střelbě, ruina kostela byla zničena až v 50. letech. V době 1. světové války byli ve zdejším barákovém táboře drženi italští a ruští zajatci. Ti italští zde mají svůj vojenský hřbitov. Prostor využívala též československá armáda za 1. republiky. Ruiny vesnice později posloužily při cvičné střelbě. Od roku 1921 je v provozu též vojenská železniční trať z Lysé nad Labem, uváděná dnes pod číslem 232. Mezi válkami zde bylo zřízeno i vojenské letiště Boží Dar
Od okupace v roce 1939 prostor využívala německá armáda a rozšířila jej o několik vysídlených obcí v okolí (Jiřice, Benátecká Vrutice, Struhy, Lipník, Zelená, Kbel, Újezdec a Mladotín). V té době se zde také natáčely filmy německé válečné propagandy, které pak byly ve filmových týdenících vydávány za záběry z východní fronty. Ke konci války se sem stahovaly zbytky různých rozbitých vojenských útvarů, prchajících před Rudou armádou do amerického zajetí, byl zde i obrněný vlak, kterým se během pražského povstání vojáci SS snažili zasáhnout do bojů v Praze. Po osvobození se hranice cvičiště vrátily do předválečné podoby.
Usnesením vlády ČSR  ze dne 6. června 1950 byl z dosavadního vojenského tábora vytvořen ke dni 1. července 1950 vojenský újezd Mladá. Dalším usnesením vlády ČSR ze dne 5. února 1952 bylo území újezdu rozšířeno; přitom se počítalo se zabráním a vysídlením obce Lipník. Po návštěvě delegace zástupců obce Lipník v čele s předsedou MNV na velitelství tankového a mechanizovaného vojska dne 8. ledna 1952 rozhodlo Ministerstvo národní obrany ČSR dne 25. ledna 1952 o tom, že obec Lipník nebude do rozšířeného vojenského újezdu zahrnuta.

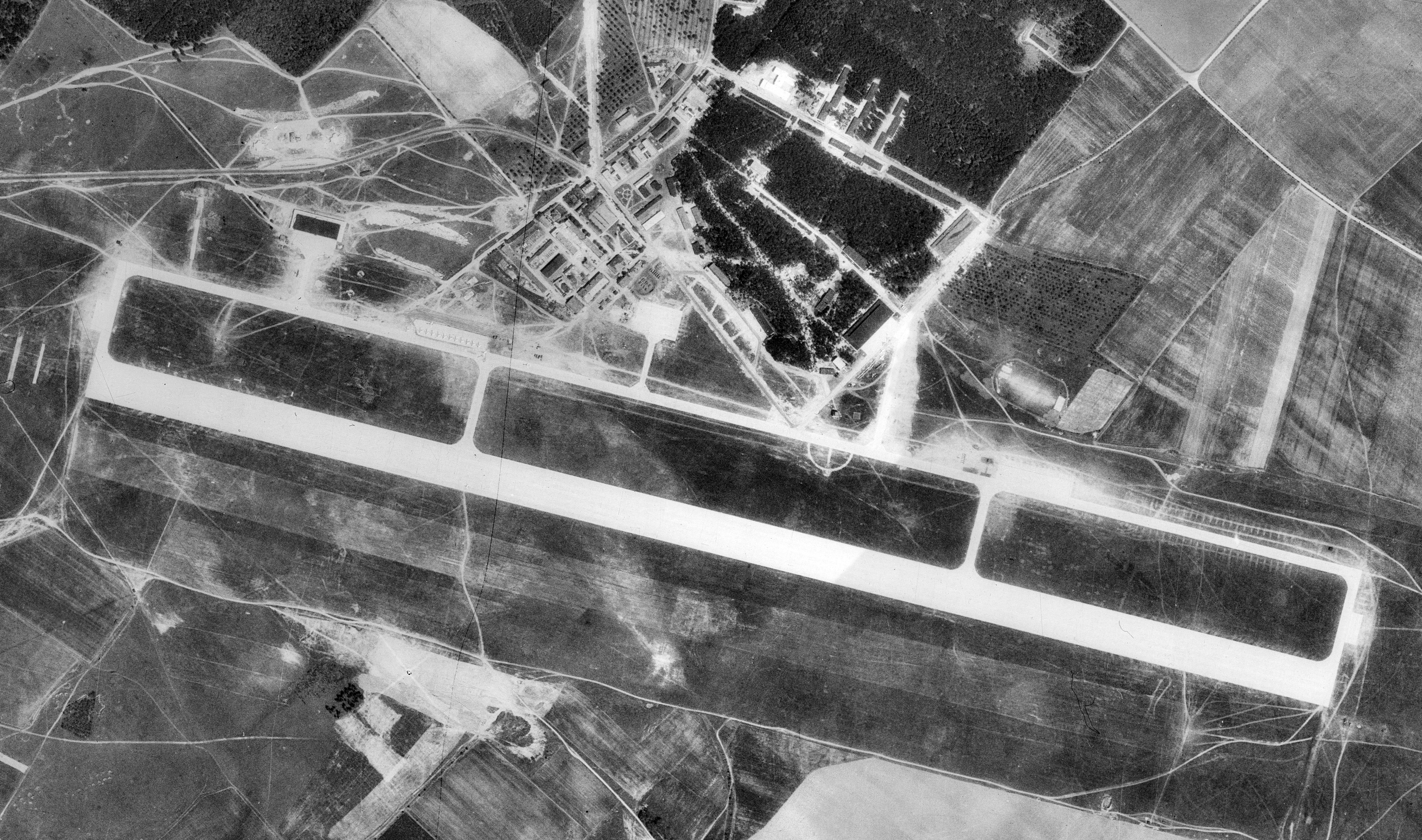
Letecký snímek milovického letiště z roku 1954

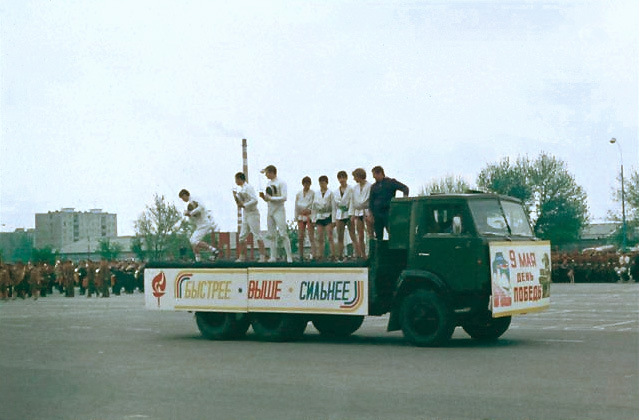
Sovětští vojáci při oslavách Dne vítězství 9. května 1984

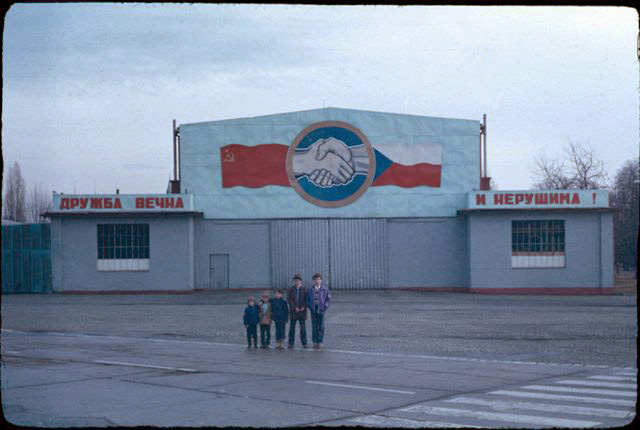
Hangár pro tanky v roce 1985

Po roce 1945 zde opět sídlila československá armáda a to až do invaze v roce 1968, kdy ji nahradila okupační sovětská vojska, konkrétně tzv. Střední skupina vojsk, která zde měla své velitelství v ČSSR. Pro potřeby sovětské armády byl denně vypravován z Milovic do Moskvy speciální vlak. V roce 1991 sovětská vojska prostor opustila a vláda ČSFR dne 5. září 1991 rozhodla o zrušení vojenského újezdu Mladá ke 31. prosinci 1991. Usnesením vlády z 20. prosince 1991 pak bylo celé území vojenského újezdu přerozděleno mezi obce Benátecká Vrutice, Benátky nad Jizerou, Brodce, Čachovice, Lipník, Luštěnice, Milovice, Smilovice a Straky. V podstatě se tak obnovilo původní správní a katastrální členění celé oblasti. Zůstalo zde obrovské množství opuštěných vojenských i civilních objektů, včetně zmiňovaného letiště. Z větší části byly tyto stavby brzy zdevastovány a jejich vybavení rozkradeno.
Několik let zde probíhalo náročné čištění od nevybuchlé munice, které již bylo skončeno. Největší množství nalezených výbušnin pocházelo z výzbroje Československé lidové armády a Wehrmachtu.[zdroj?]
Již od 90. let probíhá obnovování vhodných staveb, které jsou upravovány na nové bytové domy – díky tomu se během několika let rozrostl počet obyvatel Milovic z původních 1200 v roce 1991 na 8700.[kdy?] Menší část staveb využívají i podnikatelé.

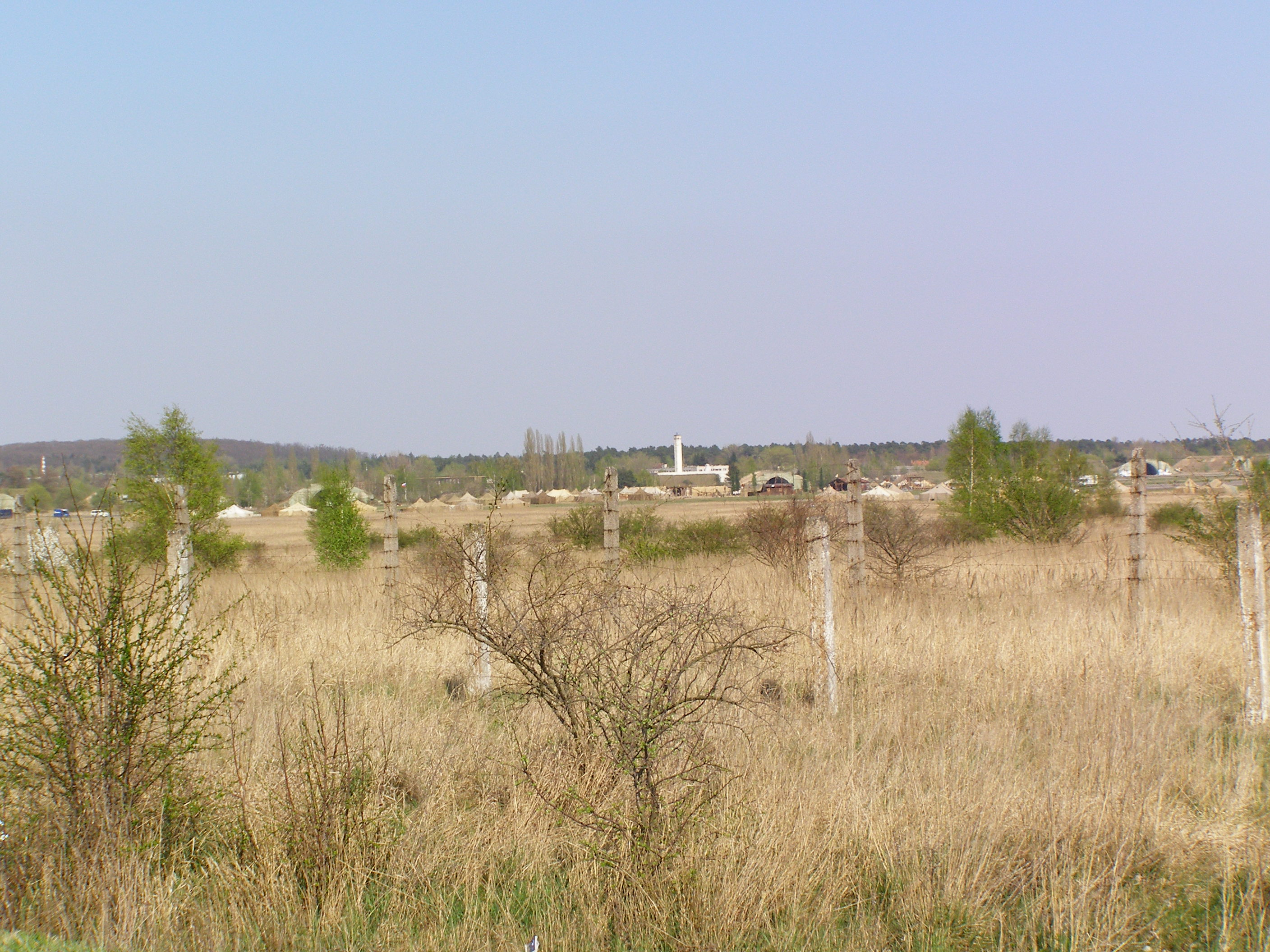
Pohled na areál vojenského letiště Milovice-Boží Dar v roce 2009

Do roku 2013 byl celý areál vojenského újezdu volně přístupný včetně letiště, které sloužilo pro provoz ultralehkých sportovních letadel. Pořádaly se zde též srazy tuningu nebo hudební akce, z nichž největší bývá každoroční festival Votvírák. Územím prochází též několik cyklotras.

## Snahy o využití
Velký volný prostor přímo ve středních Čechách nedaleko Prahy brzy po opuštění armádou začal lákat investory. Střídaly se zde politické delegace, včetně návštěvy tehdejšího premiéra Václava Klause a prezidenta Václava Havla. Zpočátku mezi návrhy jasně vedla snaha o vytvoření velkého přestupního mezinárodního letiště, které mělo svým významem dokonce konkurovat i frankfurtskému. Později byla tato představa redukována na mezinárodní nákladové letiště. Později chtěla prostor využít firma Škoda Auto, která zde chtěla stavět rozsáhlý testovací polygon. Objevil se i plán na výstavbu obřího golfového hřiště. Všechny tyto plány ale vždy narážely na silný odpor místního obyvatelstva i ochránců přírody.
V roce 2009 vypsal vlastník území – Středočeský kraj – veřejnou soutěž na strategického partnera ve využití letiště Boží Dar a jeho okolí, který by si areál dlouhodobě pronajal. Na rozdíl od předchozího vedení kraje má však to současné jinou koncepci, jak by si regeneraci území představovalo. Nejsou zde vítané aktivity související s průmyslovou výrobu náročnou pro životní prostředí a letiště Boží Dar bude nadále sloužit pouze pro lehká sportovní letadla. "Nesmí to být žádné velké průmyslové továrny, skladovací haly nebo logistická centra, která by Milovice a okolní obce zatížila nadměrnou nákladní dopravou," uvedl doslova bývalý hejtman David Rath.
K realizaci se ani nijak nepřibližuje projekt nové železniční trati mezi Milovicemi a Čachovicemi, která by umožnila vybudovat novou rychlostní trasu Praha – Liberec, tedy tzv. V. koridor.

## Pamětihodnosti

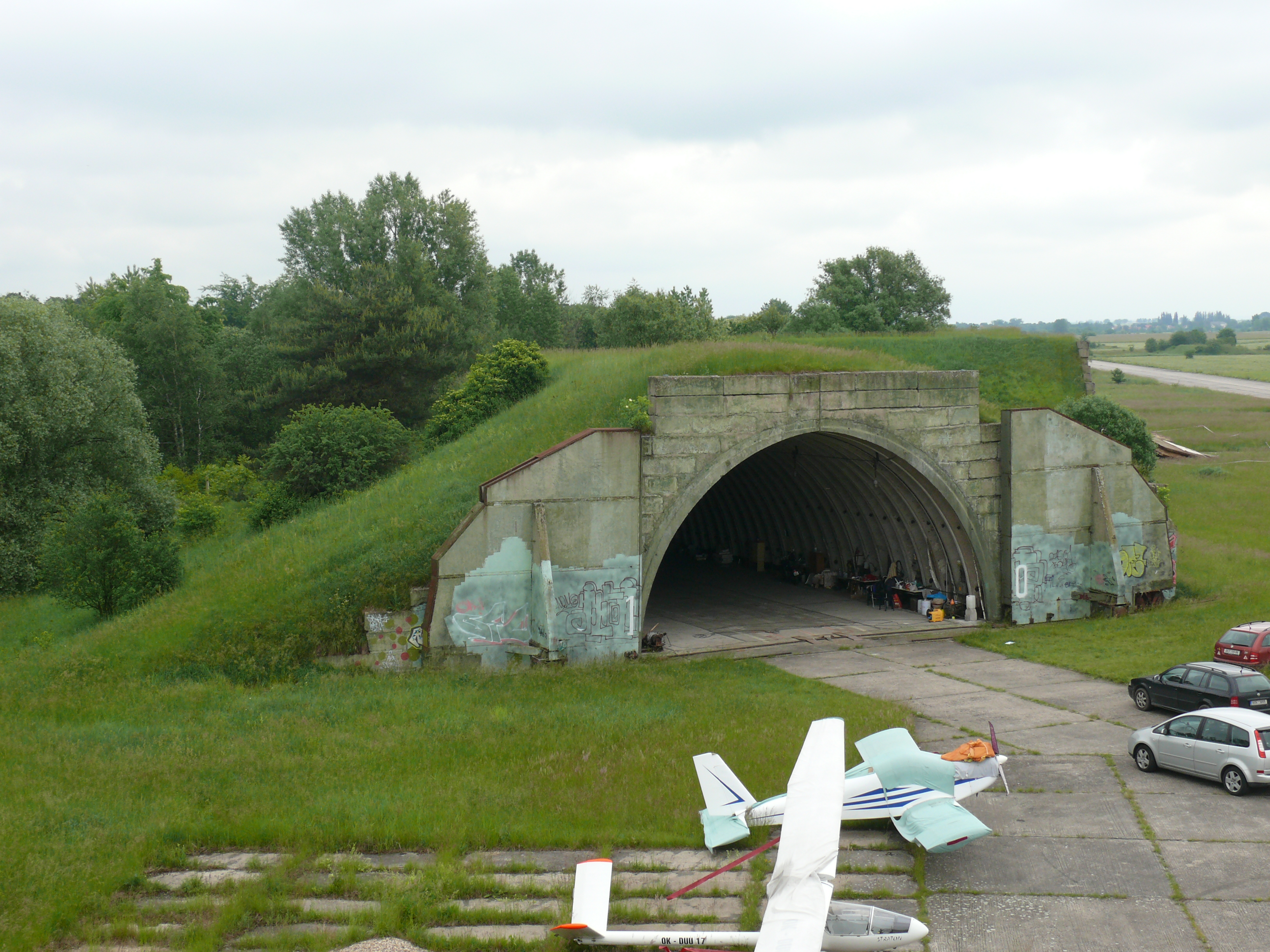
Letecký hangár tzv. úl č. 12 (na vratech č. 10) na letišti Milovice-Boží Dar

- Hangár č. 12 (na vratech č. 10) na bývalém letišti Boží Dar - rejstříkové číslo v ÚSKP 105254 (prohlášen MK ČR 3.12.2013)

Hangár (tzv. úl) je součástí někdejšího souboru 44 hangárů, vybudovaných sovětskými vojsky v letech 1969-1977. Jedná se o ukázku vojenské stavby, jejíž výstavba byla produktem překotného zbrojení v době studené války. Všechny hangáry byly typizovanými stavbami postavenými z materiálu přiváženého vlakem ze SSSR. Milovické hangáry byly prvními svého druhu v ČSSR a sloužily proto jako vzorové pro další letiště (Pardubice, Čáslav, Náměšť nad Oslavou).
- Vojenský hřbitov v jižní části Mladé

## Přírodní podmínky

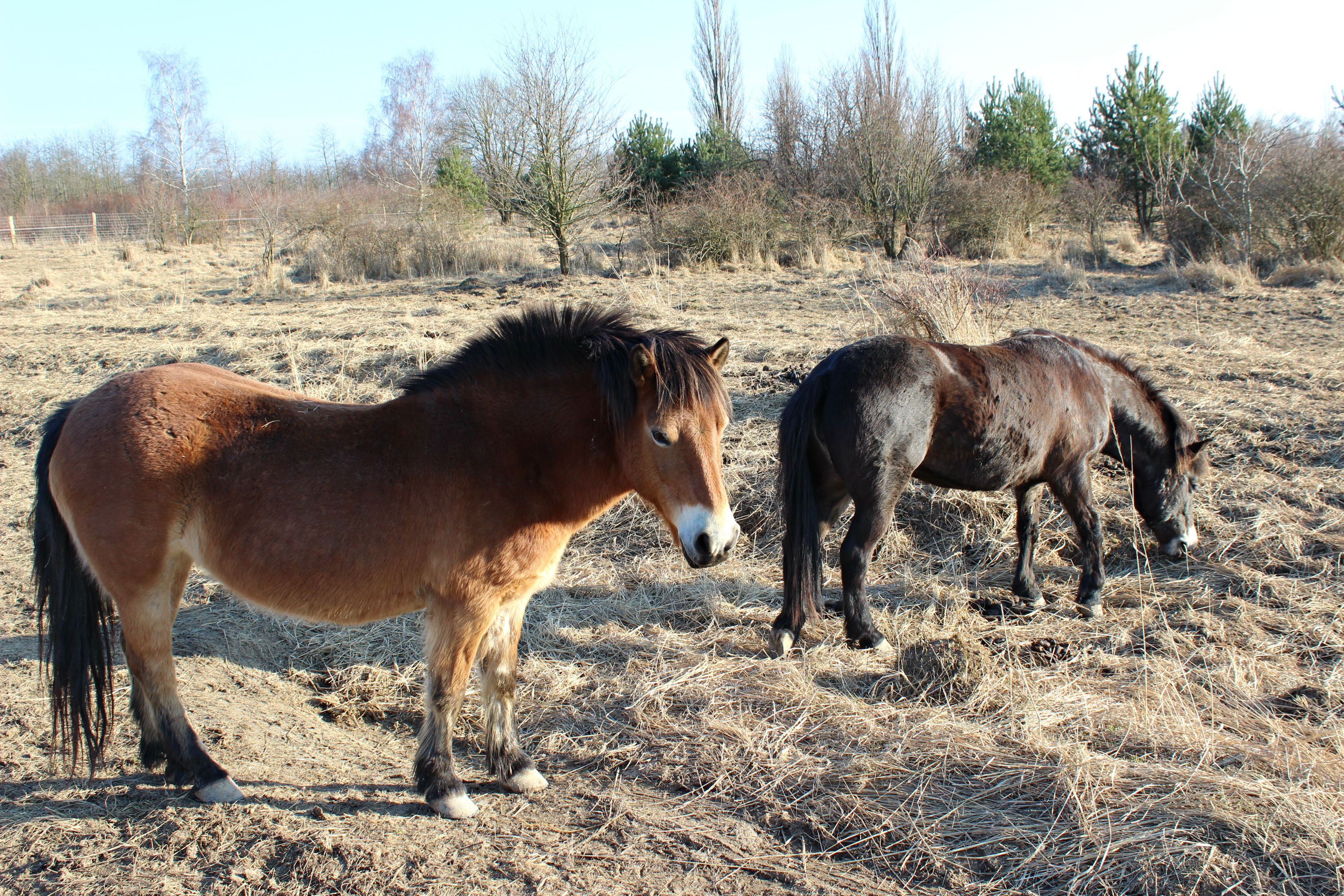
Exmoorský pony v Milovicích

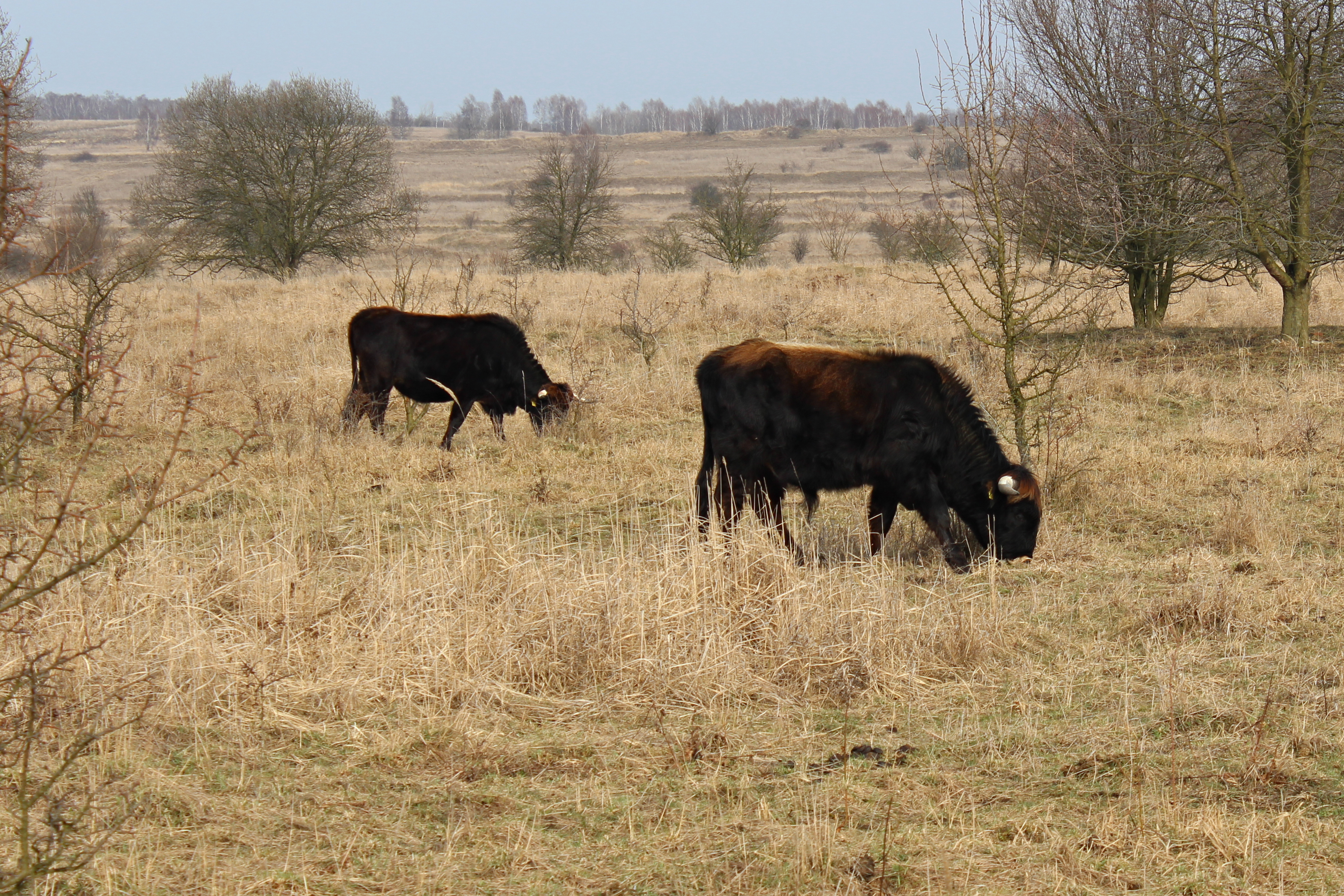
Pratuři v přírodní rezervaci

Vojenský prostor se nachází v mírně zvlněné krajině nížiny středního Polabí. Nejvyšším bodem je Benátský vrch s nadmořskou výškou 251 m. Kromě rozsáhlých zalesněných oblastí se zde nacházejí také rozlehlé louky. V lese se skrývá řada hlubokých roklí, či umělých vkopů. I samotný les má nezvykle různorodou skladbu: převažují zde listnaté stromy, především břízy a duby, ale též enklávy jehličnatých stromů. Vzhledem k tomu, že území bylo již od roku 1904 postupně uzavíráno, zůstalo zde zachováno velmi hodnotné životní prostředí, téměř netknuté lidskou činností.

### Přírodní rezervace
Oblast je chráněna jako evropsky významná lokalita Milovice – Mladá. V jejím rámci je zřízena od roku 2020 národní přírodní památka Mladá, která zahrnuje i území bývalé přírodní rezervace Pod Benáteckým vrchem, a nestátní přírodní rezervace, tvořená dvěma pastvinami.
Státní přírodní rezervace Pod Benáteckým vrchem byla zřízena kvůli několika vzácným druhům obojživelníků, hmyzu a pavouků.
Do nestátní přírodní rezervace bylo v lednu 2015 převezeno 14 exmoorských koní velmi podobných původním divokým koním ve střední a západní Evropě, kteří zde mají spásat agresivní byliny a chránit tak otevřenou a polootevřenou krajinu a její rostlinné i živočišné druhy. V říjnu bylo přidáno sedmihlavé stádo Tauros skotu, zpětně vyšlechtěných praturů a v prosinci pak stádo sedmi samic v české přírodě vyhynulého zubra. V květnu roku 2016 se zde narodilo první mládě zubra.
V roce 2016 byla v rezervaci nalezena dvě pytláky nastražená oka.